# グラマシー・ブラス・オーケストラ
グラマシー・ブラス・オーケストラ（英語: Gramercy Brass Orchestra、GBO）とは、アメリカのニューヨーク市を拠点とする、プロフェッショナルのブラスオーケストラである。

## 概要
1982年にジョン・ヘンリー・ランバート（John Henry Lambert）氏により結成し、現在も常任の指揮者を務める。主要メンバーには、ランバート氏の他にマックス・モーデン（Max Morden）氏やリー・アン・ニューランド（Lee Ann Newland）氏、マイク・フェイ（Mike Fahie）氏がいる。
毎年、アメリカの夏休み期間にグラマシー・ブラス・バンド・キャンプ（Gramercy Brass Band Camp、GBBC）をニューヨーク市近辺で開催している。

## 歴史
- 1982年
  - ジョン・ヘンリー・ランバート氏により結成
  - ニューヨーク市のトリニティ教会にて初めて演奏をする
- 2005年 - グラマシー・ブラス・バンド・キャンプを初めて開催
- 2022年 - 結成40周年を迎え、各地で公演を行う